# Helmut Martin Rieger
Helmut Martin Rieger (* 16. Oktober 1943 in Graz) ist ein ehemaliger deutscher Politiker (SPD) und war von 1980 bis 1984 Mitglied des Europäischen Parlaments.

## Leben und Beruf
Er studierte Geschichte, Literaturwissenschaft und Politikwissenschaft an den Universitäten Graz, Wien und Heidelberg. Im Jahr 1968 promovierte Rieger zum Dr. phil. und studierte anschließend zwei Jahre lang an der Diplomatischen Akademie Wien. Später arbeitete er für die Robert Bosch GmbH und im Bereich der Politischen Bildung am Institut für Europäische Politik und Zusammenarbeit (IPEZ) in Bad Salzuflen, das er ab dem Jahr 1978 leitete. Er publizierte zur Politik der Europäischen Union.

## Politik
Rieger gehörte dem Gemeinderat in Bad Salzuflen sowie dem Vorstand des SPD-Ortsvereins an und leitete die Europa-Union Deutschland in der Region Lippe.
Am 13. November 1980 rückte er für den verstorbenen Heinz Schmitt in das Europäische Parlament nach. Dort war er Mitglied der Sozialistischen Fraktion sowie des Ausschusses für Außenwirtschaftsbeziehungen. Nach der Europawahl 1984 schied er aus dem Parlament aus.